# Campanha do Norte
A Campanha do Norte foi uma serie de operações militares, durante a Guerra Civil Espanhola, na qual as forças nacionalistas ocuparam as partes do norte da Espanha que ainda permaneciam leais ao governo  republicano.
A campanha incluiu várias batalhas separadas. A Campanha da Biscaia resultou na perda de parte do País Basco ainda controlada pela República e a Bilbao, o maior centro industrial espanhol. Esta parte da campanha viu o bombardeio de Durango e o de   Guernica.
A Batalha de Santander causou a perda da província de Santander na Cantábria  e a Batalha de El Mazuco levou à captura de parte controlada pelos republicanos da Asturias  e a queda de Gijón, último reduto da República no Norte. A campanha terminou no dia 21 de outubro de 1937 com uma vitória nacionalista decisiva e total. 

## Antecedentes
Com a Irún e San Sebastián, em 23 de setembro de 1936, os nacionalistas de Francisco Franco  separaram as províncias ainda controladas pelos republicanos no norte da Espanha da fronteira com a França. Esta área já havia sido isolada do resto da Espanha pelos nacionalistas no início da guerra. Ela era muito cobiçada para os nacionalistas, devido à produção industrial da Biscaia e os valiosos recursos minerais da Astúrias.
Franco percebeu que Madrid, a capital, não ia ser conquistada rapidamente e os recursos na região norte de ferro, carvão, aço e produtos químicos eram um alvo tentador e necessários para a continuação da guerra, alem disso os republicanos no norte também estavam politicamente divididos e enfraquecidos por lutas entre os nacionalistas bascos e os esquerdistas. Assim Franco sabiamente ordenou a seus comandantes em frente de Madrid para passar para a defensiva e enviou todos os recursos disponíveis para o norte.

## Conseguencias
Com a conquista do Norte, os nacionalistas, controlavam 36 por cento da produção industrial espanhola, 60 por cento do carvão e toda a produção de aço, assim comograndes jazidas de ferro, chumbo, zinco e cobre. Além disso, mais de 100 mil prisioneiros republicanos foram forçados a se unir ao exército nacionalista ou enviados para batalhões de trabalho. A República tinha perdido o Exército do Norte (mais de 200 mil soldados) e uma vitória militar completa da República na guerra tornou-se impossível. O general Francisco Franco, decidiu iniciar uma nova ofensiva contra o Madrid, mas  Vicente Rojo, o líder do Exército Republicano, antecipou-se iniciando uma ofensiva de diversão em Aragão, a Batalha de Teruel.